# Cerchysiella harliga
Cerchysiella harliga är en stekelart som beskrevs av Hayat och Basha 2003. Cerchysiella harliga ingår i släktet Cerchysiella och familjen sköldlussteklar. Inga underarter finns listade i Catalogue of Life.